# Паганин, Антонио
Анто́нио Пагани́н (итал. Antonio Paganin; 18 июня 1966, Виченца, Италия) — итальянский футболист, защитник. Известен по выступлениям за «Интернационале». Выступал за ряд итальянских команд. С «Интернационале» два раза выигрывал Кубок УЕФА.
Его брат Массимо Паганин также итальянский футболист.

## Карьера игрока
Антонио Паганин является воспитанником «Болоньи», с которой в сезоне 1981/82 выиграл юношеский чемпионат Италии.
В 1984 году он перешёл с «Болоньи» в «Сампдорию», где дебютировал в Серии А. После четырёх сезонов в Генуе он отыграл два сезона за «Удинезе», которой помог выйти в Серию A, а в 1990 году перешёл в «Интер». Там он играл в течение шести сезонов, с 1990 по 1995 год, проведя 109 матчей и дважды выиграв Кубок УЕФА, в 1991 и 1994 годах.
Он ушёл из профессионального футбола в 1997 году, в возрасте 31, продолжая ещё в течение нескольких лет играть в любительских командах.

## Тренерская карьера
Первыми клубами Паганина как тренера стали любительские «Ган Тьен Виллаверла» и «Лонгар Кастеньеро», в это время он проходил тренерские курсы в центре Итальянской федерации футбола.
В сезоне 2011/12 он стал тренером юношеского состава «Бассано Виртус».
10 апреля 2014 года он получил лицензию категории С, дающую право работать тренером в клубах Серии D.
13 июня 2014 года он стал новым тренером «Джорджоне» из Серии D. 23 марта 2016 отстранён от должности, но 5 апреля был восстановлен. В конце сезона контракт не был продлён. 3 июня 2017 года он вновь возглавил «Джорджоне», заменив Даниэле Пасу.